# Lista de verificación previa al vuelo

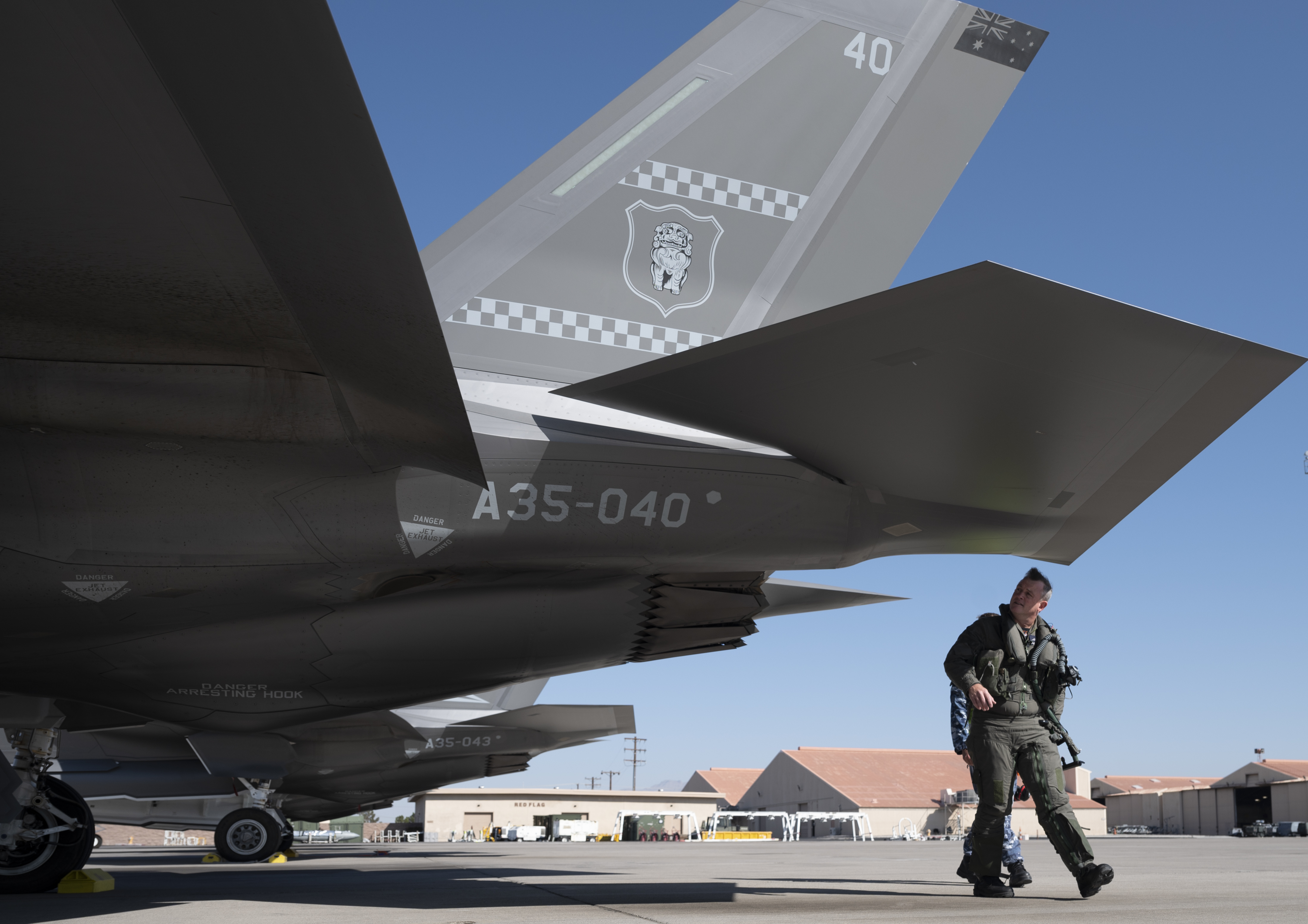
Un piloto de la Real Fuerza Aérea Australiana realiza una inspección previa al vuelo de un F-35A Lightning II en la Base de la Fuerza Aérea de Nellis, Nevada, el 27 de abril de 2022.

En aviación, una lista de verificación previa al vuelo es una lista de tareas que los pilotos y demás tripulantes de una aeronave deben realizar antes de un despegue. Su objetivo es aumentar y mejorar la seguridad de vuelo, garantizando que no sean olvidados puntos o tareas importantes que puedan poner en riesgo vidas, equipos o aeronaves. No realizar correctamente una inspección previa al vuelo, utilizando una correspondiente lista de verificación, es uno de los factores más importantes que contribuyen a los accidentes aéreos.

## Historia
Según el investigador y escritor Atul Gawande, el concepto de lista de verificación previa al vuelo fue introducido por primera vez por la gerencia y los ingenieros de Boeing, después de un accidente fatal en 1935, con un avión prototipo del Boeing B-17 Flying Fortress, que entonces era conocido como Modelo 299, en Wright Field, Dayton, Ohio, matando a ambos pilotos. La investigación encontró que los pilotos se habían olvidado de remover las trabas de ráfagas de viento, que impiden que las superficies de control se muevan con el viento mientras la aeronave se encuentra en el suelo, antes del despegue. Posteriormente, la revista Life publicó la extensa y detallada lista de verificación resultante del B-17, en su número del 24 de agosto de 1942. 

### Accidentes atribuidos a errores en la lista de verificación
- El 26 de diciembre de 1968, el vuelo 799 de Pan Am (matrícula N799PA), un vuelo de carga de un Boeing 707-321C, se estrelló en Alaska inmediatamente después de despegar, matando a los tres tripulantes a bordo. Los flaps no estaban en la posición adecuada de despegue, en parte, como resultado de distracciones mientras seguían su lista de verificación de rodaje hacia la pista. A pesar de que la posición de los flaps era un ajuste importante para el despegue, no se encontraba en la lista de verificación previa al despegue.[3]
- El 26 de mayo de 1987, un vuelo de Continental Express, operado por Air New Orleans como Vuelo 2962 (matrícula N331CY), se estrelló justo después de despegar del Aeropuerto Internacional de Nueva Orleans. El avión se estrelló en ocho carriles de tránsito, y consecuentemente hirió a dos personas en tierra. De los 11 ocupantes a bordo, no hubo víctimas mortales.[4] La NTSB citó "una falla en la coordinación de la tripulación que resultó en el incumplimiento de la lista de verificación antes del despegue", señalando la falta de experiencia de los miembros de la tripulación en el British Aerospace Jetstream, dado que habían intentado utilizar procedimientos que habrían sido correctos en otros aviones que anteriormente habían volado.[5]
- El 16 de agosto de 1987, el vuelo 255 de Northwest Airlines, un MD-82, se estrelló poco después del despegue, matando a 154 de los 155 ocupantes a bordo, y a dos personas en tierra. La NTSB dijo que "la causa probable del accidente fue que la tripulación de vuelo no utilizó la lista de verificación de taxi".[6]
- Seguir una lista de verificación habría demostrado que una traba contra las ráfagas de viento aún se encontraba colocada, en el accidente del Gulfstream IV el 31 de mayo de 2014 . La NTSB, al descargar los datos de la grabadora del avión, descubrió que era un hábito no cumplir con estas listas, con un 98% de los 175 despegues anteriores realizados con inspecciones incompletas en las superficies de control de la aeronave. La Asociación Nacional de Aviación de Negocios analizó 143.756 vuelos entre 2013 y 2015 de 379 aviones de negocios, y solo se realizaron controles de vuelo parciales antes del 15,6% de los despegues y ningún control en el 2,03% de los vuelos.[7]

## FAR 121
Las Regulaciones Federales de Aviación de la FAA requieren explícitamente una lista de verificación para los operadores de las Regulaciones Federales de Aviación, Parte 121 (Transportistas Aéreos Regulares):

(a) Each certificate holder shall provide an approved cockpit check procedure for each type of aircraft. 

(b) The approved procedures must include each item necessary for flight crewmembers to check for safety before starting engines, taking off, or landing, and in engine and systems emergencies. The procedures must be designed so that a flight crewmember will not need to rely upon his memory for items to be checked. 

(c) The approved procedures must be readily usable in the cockpit of each aircraft and the flight crew shall follow them when operating the aircraft.

## Otras lecturas
- Bohn, Roger E. (July 2013). «Not Flying by the Book: Slow Adoption of Checklists and Procedures in WW2 Aviation». University of California, San Diego. Consultado el 7 de septiembre de 2020.
- Asaf Degani (May 1990). «NASA CR-177549: Human Factors of Flight-Deck Checklists: The Normal Checklist». ti.arc.nasa.gov. Consultado el 4 de mayo de 2022.

- Datos: Q1068777